# James Stuart-Mackenzie
James Stuart-Mackenzie (c.1717 – 8 avril 1800) est un homme politique écossais et le cofondateur de la Royal Society of Edinburgh en 1783.

## Biographie
Né James Stuart, il est un des plus jeunes fils de James Stuart (2e comte de Bute), et son épouse, Anne Campbell, fille d'Archibald Campbell (1er duc d'Argyll). Le premier ministre John Stuart (3e comte de Bute) est son frère aîné.
Il fait ses études au Collège d'Eton de 1728 à 1732 et étudie à l'Université de Leyde où il obtient son diplôme en 1737.
Il hérite du domaine de Rosehaugh, près de Avoch à Ross-shire par le biais de sa grand-mère paternelle Agnes Mackenzie et prend également le nom de Mackenzie. Il est élu au Parlement pour Buteshire en 1747, un siège qu'il occupe jusqu'en 1754, puis représente Ross-shire de 1761 à 1780. En 1761, il est admis au Conseil Privé. En 1763, il devient Gardien du Sceau Privé de l’Écosse jusqu'en 1765, puis à nouveau de 1766 jusqu'à sa mort.
En 1752, il vend Rosehaugh et achète de Thomas et William Nairn la terre ecclésiastique de Kirkhill dans Meigle, qui a appartenu à la Sainte Trinité de Dunkeld, et sur le site de l'ancien château, qui est utilisé comme grange pour les ecclésiastiques, il érige le château Belmont, pour un coût de £10 000.
Il est très studieux et un grand astronome. Un télescope, soi-disant, fait spécialement pour lui, est dans le Musée Whipple d'histoire des sciences à l'Université de Cambridge. Il est responsable de la construction de l'observatoire sur Kinpurnie Colline, qui est conçu par Alexander Bryce (1713 - 1786), ministre de Kirknewton et East Calder, mais est resté incomplet.
Stuart-Mackenzie épouse sa cousine germaine, Elizabeth Campbell, fille de John Campbell (2e duc d'Argyll) en 1749. Ils n'ont pas d'enfants survivants. Elle est décédée en juillet 1799. En 1803, ses propriétés sont transmises à son neveu James Stuart-Wortley-Mackenzie.